# 福富村 (鳥取県)
福富村（ふくとみそん）は、鳥取県気高郡にあった自治体である。1896年（明治29年）3月31日までは高草郡に属した。

## 概要
現在の鳥取市中村・有富・高路に当たり、千代川支流有富川の上流部に位置した。
かつては有富保と呼ばれ、藩政時代には鳥取藩領の有富東郷（ありどめひがしのごう）に所属する荒神谷村・本高村・中村・大森村・篠坂村・高路村・今在家村・上段村・北村・下段村・宮谷村があった。
特産品は高路下駄を年間2千足生産し、2万貫の薪炭とともに鳥取の城下町で好評を博した。また高路では明治期に製紙業や瓦製造も盛んに行われていたが、度重なる大洪水で山野が崩壊し住宅等も流失して死者も出たことから、瓦は明治35年に、製紙業は大正年間に中止され再興するに至らなかった。

## 沿革
- 1877年（明治10年）5月22日 - 大森村と荒神谷村が合併して有富村となる[4]。
- 1881年（明治14年）9月12日 - 鳥取県再置。
- この間、古海村（後の海徳村大字古海）に置かれた連合戸長役場の管轄区域となる[2]。
- 1889年（明治22年）10月1日 - 町村制の施行により、中村・有富村・高路村が合併して村制施行し、福富村が発足。旧村名を継承した3大字を編成。東郷村（初代）との組合役場を福富村大字中村に設置[2]。
- 1896年（明治29年）4月1日 - 郡制の施行により、高草郡・気多郡の区域をもって気高郡が発足し、気高郡福富村となる。
- 1909年（明治42年）1月2日 - 組合役場位置を東郷村大字北村字下河原264番内1番地に変更[5]。
- 1917年（大正6年）9月1日 - 東郷村（初代）と合併し、改めて東郷村が発足。同日福富村廃止[6]。

## 行政
- 歴代村長（東郷村福富村組合村長）については東郷村を参照。

## 教育
- 福富尋常高等小学校 - 合併後の1918年（大正7年）4月1日に東郷尋常小学校と合併して東郷尋常高等小学校（現・鳥取市立東郷小学校）となる[2]